# 1126
Cette page concerne l'année 1126  du calendrier julien.
L'année 1126 est une année commune qui commence un vendredi.

## Événements

### Asie
- 25 janvier : bataille de Tell al-Shaqhab[1]. Baudouin II de Jérusalem est aux portes de Damas.
- 27 janvier : les Jin traversent le fleuve Jaune[2]. Ils assiègent Taiyuan en Chine, qui tombe après 260 jours[3].

- 28 janvier : l’empereur Song Huizong abdique en faveur de son fils Qinzong[3].

- 31 janvier - 5 mars : les Jin font un premier siège de Kaifeng, la capitale de la dynastie Song[3].
- 26 novembre : l’émir al-Borsoki, atabeg de Mossoul et d’Alep est mis à mort par les Assassins dans la grande mosquée de Mossoul[4]. Son fils Mas’ûd ibn Bursuqî lui succède, mais est assassiné à son tour quelques mois plus tard.

- 15 décembre : deuxième siège de Kaifeng (fin en janvier 1127).

- Au Koryŏ (Corée), un chef du clan, Yi Cha-ŭi, tente en vain de détrôner son gendre le roi Injong ; il est destitué et meurt en  exil[5].

### Europe
- 15 février[6] : le Maine est rattaché à l’Anjou à la mort d’Erembourg (Eremburge de Beaugency), épouse de Foulques V et mère de Geoffroy V Plantagenêt (ou le 15 janvier ou 12 octobre[7]).
- 18 février : victoire de Sobeslav Ier de Bohême sur Othon II le Noir, duc d’Olomouc, et Lothaire de Supplinbourg à la bataille de Chlumec (Kulm). Othon II de Moravie est tué et les relations entre la Bohême et l’empire prennent la forme de liens féodaux traditionnels[8].

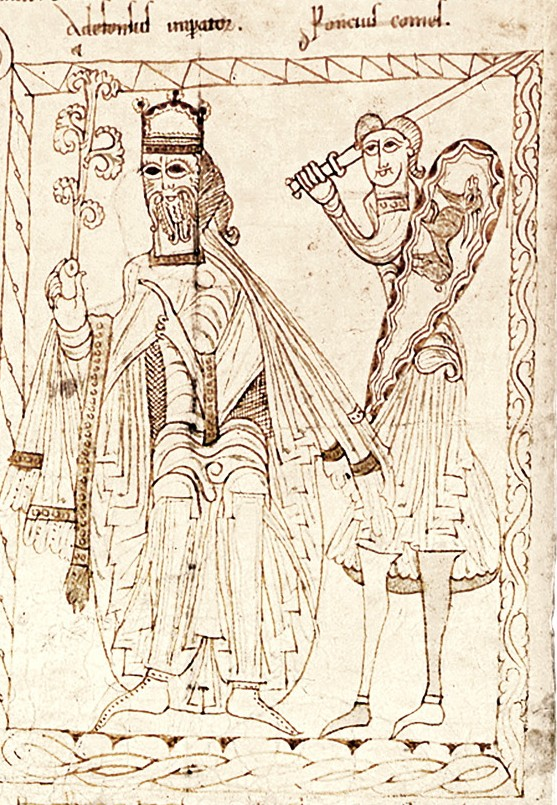
8 mars : règne d’Alphonse VII de León et Castille.

- 8 mars : début du règne d’Alphonse VII de Castille (1104-1157) roi de León et de Castille[9].
- 9 mars[10] : en Espagne, les Almoravides sont écrasés à Arnisol, près de la ville juive de Lucéna, par Alphonse le Batailleur[11]. Les chrétiens rendus responsables de cette défaite sont déportés au Maroc, dans les villes de Salé et de Meknès.

- Été[12] : seconde expédition de Louis le Gros contre le comte d'Auvergne, en conflit avec l’évêque de Clermont. Le roi met le siège devant le château de Montferrand[13].

- Août : après la prise de Céphalonie, l’empereur byzantin Jean II Comnène confirme par un chrysobulle les privilèges reconnus à la république de Venise par son père[14]. Jean Comnène essaie de revenir sur le chrysobulle de 1082. À la suite d’une démonstration navale de Venise, l’empereur est obligé de confirmer et d’augmenter les avantages concédés. Il renouvèle les privilèges commerciaux de Venise et ouvre à la République la Crète et Chypre. Il exempte du kommerkion tout Grec qui vendrait ses produits aux Vénitiens. La classe marchande indigène périclite définitivement et l’opinion publique devient de plus en plus hostile aux Latins.
- 13 décembre : mort d’Henri le Noir. Henri le Superbe devient duc de Bavière (fin en 1139)[15].

- Début du règne de Diarmait Mac Murchada (Dermot Mac Murrought, 1111-1171), roi de Leinster[16]. Il étend son pouvoir à la majeure partie du royaume scandinave d’Irlande, mais meurt trop tôt pour devenir roi suprême.

- Commune de Soissons (entre 1116 et 1126[17]).
- Évêché de Gardhar, au Groenland[18].
- Fondation d’une léproserie à Dinard, dans le quartier du Prieuré, qui prend le nom d’hôpital Bechet[19].
- Gilbert de La Porrée est chancelier de l'école cathédrale de Chartres (1126-1142)[20].